# Siphoninidae
Siphoninidae es una familia de foraminíferos bentónicos de la superfamilia Siphoninoidea, del suborden Rotaliina y del orden Rotaliida. Su rango cronoestratigráfico abarca desde el Maastrichtiense (Cretácico superior) hasta la Actualidad.

## Clasificación
Siphoninidae incluye a las siguientes subfamilias y géneros:
- Subfamilia Siphonininae
  - Pulsiphonina †
  - Siphonina
  - Siphoninella
- Subfamilia Siphonidinae
  - Siphonides †
- Subfamilia Siphoninoidinae
  - Siphoninoides